# Зима 1708—1709 років

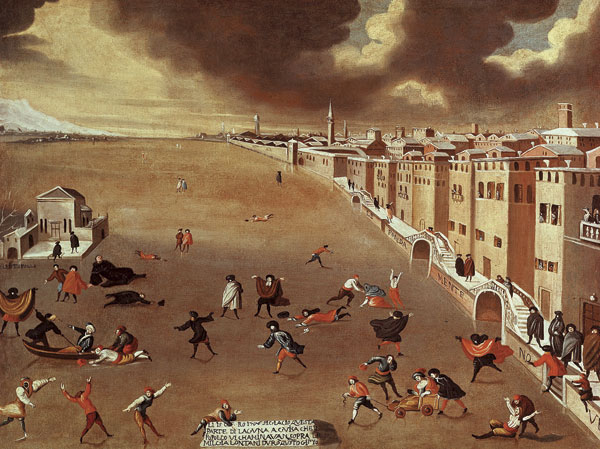
«Le lagon gelé en 1708», Габріеле Белла — частина лагуни, замерзлої в 1708 році, Венеція, Італія

Зима 1708—1709 років — надзвичайно холодна зима в Європі в кінці 1708 — початку 1709 років, яка виявилася найхолоднішою зимою в Європі за останні 500 років. У Великій Британії відома як Великий Мороз (англ. Great Frost), у Франції — Велика Зима (фр. Le Grand Hiver). Суворий мороз стався під час зменшення кількості сонячних плям, більш відомого як мінімум Маундера.

## Значущість
Температура почала падати в ніч на 6 січня 1709 року. Вільям Дерем, який був тоді в Апмінстері (біля Лондона), 10 січня зафіксував температуру −12 °C — найнижчу за весь час його спостережень за погодою, які він почав у 1697 році. 14 січня його сучасники з Парижу, які також спостерігали за погодою, відмічали зниження температури до −15 °C. У Філософських працях Королівського товариства Дерем писав:

Я вважаю, що мороз був найсильнішим (може, і найбільш всеохоплюючим), ніж будь-який інший у пам'яті людства.
Оригінальний текст (англ.)
I believe the Frost was greater (if not more universal also) than any other within the Memory of Man.

 Тої зими ґрунт промерз більш ніж на метр; моря, озера і річки замерзли; на полях вимерз весь урожай, мороз знищив оливкові дерева і виноградники, а в річках і озерах замерзла риба. У Франції зима завдала особливо великих втрат, оскільки спричинила голод, через який до кінця 1710 року загинули приблизно 600 тисяч осіб. У Парижі, найбільшому місті того часу, загинуло 24 тисячі людей . Оскільки голод відбувався під час війни, деякі сучасники-націоналісти стверджували, що загибель стількох людей у Франції спричинив не голод, а сама війна.
Також сувору зиму вважають однією з причин масової еміграції з Центральної Європи жителів німецького регіону Пфальц (див. German Palatines).
Велику роль сильний мороз зіграв у Північній війні, а саме коли восени 1708 року війська Карла XII вели бойові дії проти російської армії Петра Романова в Україні; арктичний холод за кілька місяців знищив практично половину шведської армії під час перебування на території України, що врешті-решт і визначило її поразку разом з українськими військами Івана Мазепи в Полтавській битві в липні 1709 року.
Єлизавета-Шарлотта Пфальцька, герцогиня Орлеанська, писала в листі до своєї двоюрідної бабці з Німеччини про те, як вона тремтіла від холоду і ледь тримала перо, хоч вона була завернута у хутра, двері були зачинені, а в кімнаті горів камін. Єлисавета писала:
Ніколи в своєму житті не бачила такої зими, як ця.

Цієї ж зими німецький фізик Габрієль Фаренгейт, занурюючи термометр у суміш талого снігу з нашатирем і кухонною сіллю, прийняв надзвичайно низьку температуру в Гданську (−17.8 °C) за нуль для своєї шкали.

## Європейський Проект тисячоліття

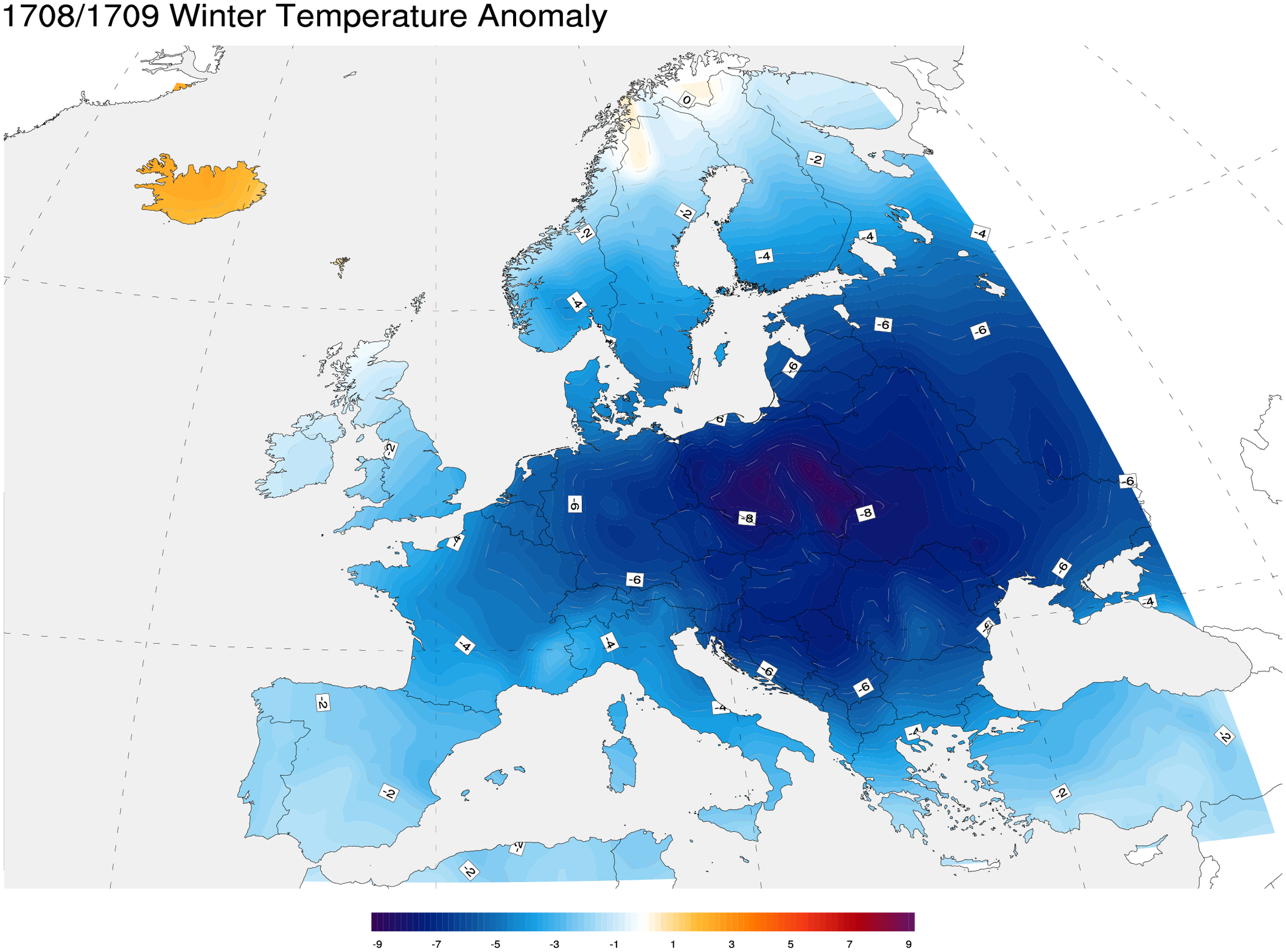
Відхилення температури взимку 1708/1709 року по відношенню до клімату 1971—2000 років

Однією з ключових цілей європейського аналітичного центру Проєкт Тисячоліття (англ. The Millennium Project) є відтворення клімату, і в останні роки ця мета набула більшого значення, оскільки кліматологи стали вивчати точні причини змін клімату, а не просто фіксувати ці зміни в межах будь-якого історичного діапазону. Ця зима привернула їхню увагу, оскільки вони не змогли зіставити відомі причини похолодання в Європі з погодною моделлю, задокументованою в 1709 році. Денніс Вілер, кліматолог з Університету Сандерленда зазначив, що цієї зими відбувалося щось незвичайне.